# Championnat de France de basket-ball de Nationale masculine 2
La Nationale masculine 2 est le quatrième échelon du championnat de basket-ball masculin en France. Il se déroule sous l'égide de la Fédération française de basket-ball.

## Historique
La quatrième division française a connu plusieurs dénominations :
- de 1965 à 1965 : Fédérale 2
- de 1974 à 1987 : Nationale 4
- de 1987 à 1998 : Nationale 3
- depuis 1999 : Nationale 2

## Organisation du Championnat

### Formule
Ce championnat commence en septembre et réunit chaque saison 4 poules (Poule A, Poule B, Poule C, Poule D) composée de 14 équipes chacune. Il se déroule en deux phases, une phase préliminaire et une phase finale. À l'issue de chaque saison, quatre équipes sont promues en Nationale 1 et douze reléguées en Nationale 3.

### Phase préliminaire
Lors de la première phase, les 56 équipes sont réparties en quatre poules géographiques et affrontent tous les adversaires de leurs poule respectives en match aller-retour. Chaque équipe joue donc 26 matchs, étalés de fin septembre à début mai.
Les premiers de chaque poule monte directement à l'échelon supérieur, les seconds de chaque poules accède aux plays-off.
Les clubs terminant aux 12e, 13e et 14e de chaque poule - soit douze équipes - sont relégués en Nationale 3.
Les clubs terminant aux 1re, 2e places de chaque poule - soit 8 équipes - se qualifient directement pour les quarts de finale.

### Phase finale
La phase finale commençant au niveau des quarts de finale où les 8 équipes qualifiées à l'issue de la phase préliminaire sont réparties.
Toutes les rencontres sont à élimination directe.

## Participants saison 2024-2025

### Poule A
Ail de Rousset
La Pontoise
Beaujolais
Caluire-et-Cuire
Salon-de-Provence
Montbrison
AC Golfe-Juan
Marseille
Le Cannet
La Ravoire-Challes
Montpellier
Ouest Lyonnais Basket
Saint-Vallier Basket Drôme (2)
USO Rognonaise

### Poule B
Adour Dax
Auch
Beyssac/Beaupuy/Marmande
Bordeaux
Brissac Aubance Basket
Coteaux du Luy
ESMS Montsoué/Montgaillard/Sarraziet
Garonne Avenir basket du Marmandais
Horsarrieu
Montaigu Vendée
Niort
Rezé
Toulouse (TOAC)
Nantes Basket Hermine (2)

### Poule C
Ardres
Calais
Cergy-Pontoise
Grande-Synthe
Gravenchon
Laval
STB Le Havre (2)
Longueau-Amiens
Maubeuge
Rennes
Rueil Athletic Club
Tourraine
Val-de-Seine
Vanves

### Poule D
Alfortville
Dourges
Gennevilliers
Holtzheim Vogesia
Kaysersberg/Ammerschwihr
Liévin
Lons-le-Saulnier
Ozoir
Recy Saint-Martin
Souffelweyersheim
Tremblay
Prissé-Mâcon
Tourcoing
Wasquehal

## Palmarès
Sous la dénomination de Nationale 3
- 1988 : AS Chatou
- 1989 : Bleuets Agen
- 1990 : Lourdes BC
- 1991 : Stade montois
- 1992 : Hagetmau-Doazit
- 1993 : CJF Fleury-les-Aubrais
- 1994 : Saint-Étienne BC
- 1995 : Saint-Vallier BD
- 1996 : ALS Andrézieux-Bouthéon
- 1997 : Sablé-sur-Sarthe BC
- 1998 : SPO Rouen

Sous la dénomination de Nationale 2
- 1999 : Entente orléanaise 45
- 2000 : SPO Rouen
- 2001 : Stade clermontois BA
- 2002 : Longwy Rehon BC
- 2003 : Boulazac BD
- 2004 : Salon Lançon Basket 13
- 2005 : ADA Blois
- 2006 : Lille MBC
- 2007 : ALS Andrézieux-Bouthéon
- 2008 : DB Bayonne Urcuit
- 2009 : Cognac BB
- 2010 : Sorgues BC
- 2011 : Cognac BB
- 2012 : Saint-Chamond Basket
- 2013 : Entente Cergy-Osny-Pontoise BB
- 2014 : GET Vosges[1]
- 2015 : Caen BC
- 2016 : BC Gries-Oberhoffen
- 2017 : La Charité B58[2]
- 2018 : Aurore de Vitré
- 2019 : Dax Gamarde Basket 40
- 2020 : Non attribué
- 2021 : Non attribué (cependant Spartiates de Cergy-Pontoise et LyonSO sont montés en NM1)
- 2022 : Hyères Toulon Var Basket
- 2023 : Lons-le-Saunier
- 2024 : Levallois Sporting Club
- 2025 : Élan souémontain montgaillardais sarraziétois